# Daboura-Gantoura
Pour les articles homonymes, voir Daboura (homonymie).
Ne doit pas être confondu avec Daboura-Konkoro.
Daboura-Gantoura est une localité située dans le département de Malba de la province du Poni dans la région Sud-Ouest au Burkina Faso.

## Santé et éducation
Le centre de soins le plus proche de Daboura-Gantoura est le centre de santé et de promotion sociale (CSPS) de Malba tandis que le centre hospitalier régional (CHR) de la province se trouve à Gaoua.